# Nya Zeelands subantarktiska öar
Nya Zeelands subantarktiska öar utgörs av fem ögrupper. Öarna ligger mellan latituderna 47°S och 52°S och mellan longituderna 165°Ö och 179°E.
Området upptogs på Unescos världsarvslista 1998.
Med undantag för forskare på en meteorologisk station på Campbell Island, är samtliga öar obefolkade.

## Ögrupperna

### I södra Stilla havet
- Antipodöarna - Antipodes Islands
- Aucklandöarna - Auckland Islands
- Bountyöarna - Bounty Islands
- Campbellöarna - Campbell Islands
- Snareöarna - The Snares

### Utanför Antarktis
Nya Zeeland gör även territoriella anspråk på flera öar nära det antarktiska fastlandet i Ross Dependency.
Dessa öar ingår dock inte i världsarvet. De är obefolkade med undantag för Ross Island där ett antal personer arbetar på några forskningsstationer. Öarna är:
- Balleny Islands
- Ross Island
- Roosevelt Island
- Scottön - Scott Island